# Automat obrachunkowy

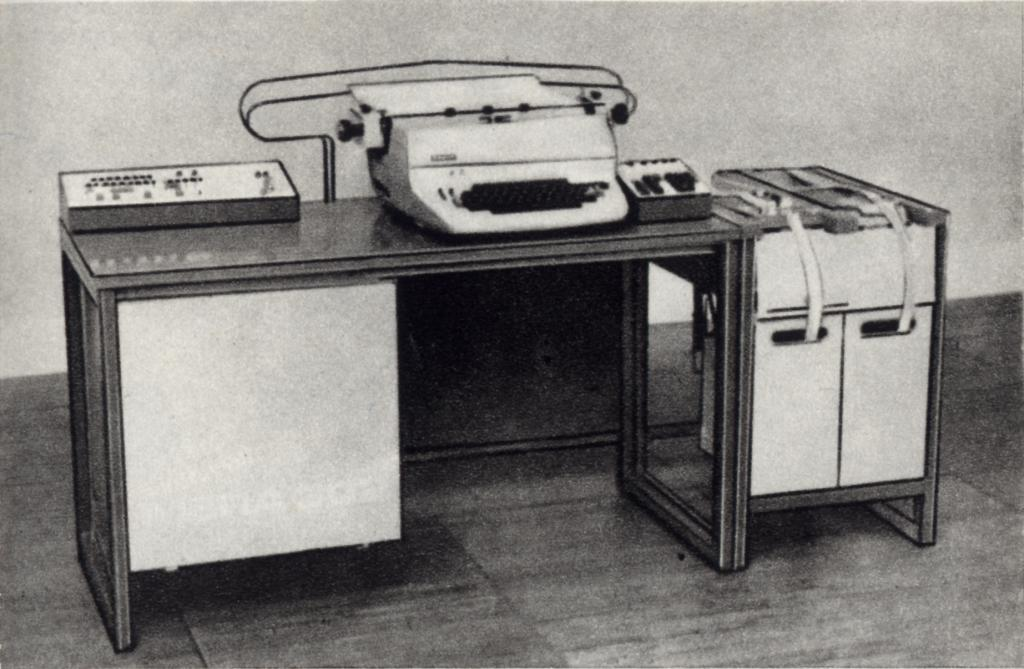
Mera 302

Automat obrachunkowy – maszyna licząca do prostych prac rachunkowo-organizacyjnych umożliwiająca pisanie tekstu oraz wykonywanie co najmniej 4 podstawowych działań zgodnie z ustalonym programem. Jest rozwinięciem maszyn do księgowania i fakturowania.
Przeważnie był to specjalizowany minikomputer np. MERA 302 wraz z zawartym minikomputerem MOMIK 8b. Z biegiem czasu automat obrachunkowy zastąpiony został przez komputer osobisty.